# 裏ジャニ
『裏ジャニ』（うらジャニ）は、2004年4月7日（6日深夜）から2005年3月30日（29日深夜）までテレビ東京で放送されていたバラエティ番組。関ジャニ∞の冠番組である。

## 番組概要
「裏ジャニ」とは、関ジャニ∞が送るイマドキ恋愛事情や人気の流行モノなどを街頭でリサーチしていくロケバラエティである。

## 出演者
関ジャニ∞
- 横山裕
- 村上信五
- 渋谷すばる
- 錦戸亮
- 内博貴
- 安田章大
- 丸山隆平
- 大倉忠義

## 主なコーナー
- 体を張って検証します
- 愛の告白 〜LOVE FAKER〜
- ギャルギャル実験隊

## スタッフ
- ナレーター : 赤平大（当時：テレビ東京アナウンサー）、服部潤
- 構成 : 今村クニト、佐藤修、川上哲平
- リサーチ : N/Y
- カメラマン : 宮川量康、長田洋平
- 音声 : 小笹直樹、小林寿恵
- 美術 : 三浦良文、田汲喜義（テレビ東京美術センター）
- スタイリスト : 和田ユキヨ
- タイトルデザイン : 上田大樹（instant wife）
- VTR編集 : 大関秀雄（麻布プラザ）
- MA : 荒井純子（麻布プラザ）
- 音効 : 村松聡（佳夢音）
- ディレクター : 清水俊雄、井上雅晴、太田勇
- プロデューサー : 内田久善
- 統括プロデューサー : 川原愼
- 技術協力 : BRISK
- 制作協力 : ジャニーズ事務所

## ネット局と放送時間
| 地域           | 放送局                       | 系列           | 放送曜日と時間                | 放送日の遅れ |
| -------------- | ---------------------------- | -------------- | ----------------------------- | ------------ |
| 関東広域圏     | テレビ東京（裏ジャニ製作局） | テレビ東京系列 | 毎週火曜 深夜0時9分～0時50分  | －           |
| 北海道         | テレビ北海道（TVH）          | テレビ東京系列 | 毎週火曜 深夜0時9分～0時50分  | －           |
| 近畿広域圏     | テレビ大阪（TVO）            | テレビ東京系列 | 毎週火曜 深夜0時9分～0時50分  | －           |
| 岡山県・香川県 | テレビせとうち（TSC）        | テレビ東京系列 | 毎週火曜 深夜0時9分～0時50分  | －           |
| 福岡県         | TVQ九州放送                  | テレビ東京系列 | 毎週火曜 深夜0時9分～0時50分  | －           |
| 中京広域圏     | テレビ愛知（TVA）            | テレビ東京系列 | 毎週木曜 深夜4時30分～5時13分 | 8日遅れ      |
| 山形県         | テレビユー山形（TUY）        | TBS系列        | 毎週月曜 深夜1時55分～2時35分 | 20日遅れ     |
| 石川県         | 北陸放送（MRO）              | TBS系列        | 毎週金曜 深夜0時50分～1時30分 | 24日遅れ     |
| 滋賀県         | びわ湖放送（BBC）            | 独立UHF局      | 毎週日曜 深夜1時～1時40分     | 日遅れ       |
| 和歌山県       | テレビ和歌山（WTV）          | 独立UHF局      | 毎週木曜 深夜1時40分～2時20分 | 日遅れ       |